# ساحل الأميرة راغنهيد

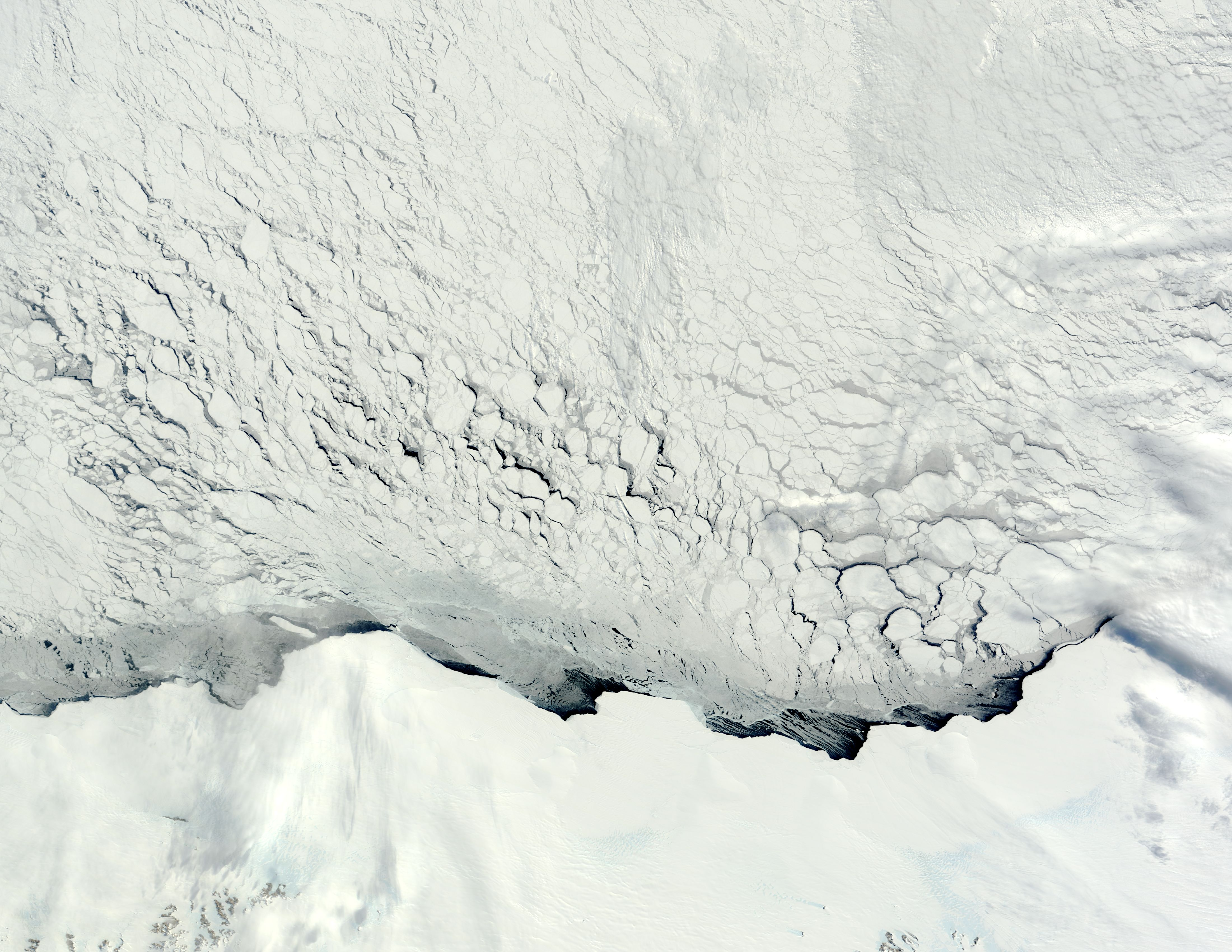

ساحل الأميرة راغنهيد (70°30′S 27°0′E / 70.500°S 27.000°E) هو جزء من ساحل أرض الملكة مود في أنتاركتيكا الواقع بين 20 درجة و شبه جزيرة ريزر لارسن، في 34 درجة شرقا. الساحل باكمله تحيط به الهضاب الجليدية الا طرفه الشرقي. اكتشف من قبل النقيب هيلمار ريزر لارسن و النقيب نيلس لارسن في رحلات جوية من على متن سفينة النرويجيا في 16 فبراير 1931، و سماه على شرف راغنهيد من النرويج.